# Lionel Sabatté
Pour les articles homonymes, voir Sabatté.
 (septembre 2024).
Lionel Sabatté, né en 1975 à Toulouse, est un artiste contemporain français, peintre, sculpteur et dessinateur. Diplômé de l'École nationale supérieure des beaux-arts de Paris en 2003, il vit et travaille entre Paris, Pont-Audemer et Los Angeles.

## Biographie
Lionel Sabatté passe son enfance à Montauban, dans le sud-ouest, avant de déménager à La Réunion, où il passe dix ans, entre 1986 et 1996. L’expérience quotidienne de la nature (mer, volcans, vie sauvage) et de la diversité culturelle de l’île marqueront profondément son œuvre ultérieure. 
De retour en métropole, sa pratique et son niveau en judo le décident à entreprendre d’abord des études de sport à Paris. Il démissionne toutefois de son poste de professeur stagiaire pour amorcer des études de psycho-sociologie du sport qui ne le convainquent pas plus. 
Fort de son goût pour le dessin, il prépare alors le concours des Beaux-Arts de Paris qu’il intègre en 1998. Ses années de formation, notamment dans l’atelier de Vladimir Veličković, sont également marquées par une certaine difficulté d’adaptation à la vie dans la capitale après les dix années passées à la Réunion.

## Travail

### Le rebut comme expression de la vie
Suivant cette veine, on relève la manière dont l’artiste, en utilisant la poussière, transforme le rebut en œuvre digne d’être regardée, conférant une visibilité à ce qui est d’ordinaire voué à la disparition. Redonnant vie dans son travail à ce que nous avons déchu, renversant l’érosion en efflorescence, il se situe en plein cœur du processus vital. La poussière, que l'on retrouve dans plusieurs de ses sculptures et de ses dessins, n'est pas le seul matériau résiduel que l'artiste utilise. Les pièces de 1 centimes d'euro, des fragments de peaux mortes et des rognures d'ongles, des souches d'arbres ou des bois brûlés sont en effet autant d'éléments qui constituent son répertoire de matières.
Lionel Sabatté est aujourd’hui l’un des artistes reconnus qui pensent et travaillent à partir de l’informe, de la corrosion et de matières dévalorisées, d’où jaillissent des figures qui deviennent des copeaux de vie, résultats d’une transformation de l’énergie de et dans la matière du monde. À partir des matériaux résiduels qu'il utilise, il donne vie à un bestiaire constitué de créatures hybrides : des licornes faites de béton et de curcuma, des poissons des profondeurs abyssales réalisés avec du fer et des pièces de monnaie, des papillons réparés avec des morceaux de peaux mortes, des loups et des cygnes en poussière et, depuis 2016, des silhouettes humaines en ferraille et béton. Il construit également depuis le début des années 2020 des Chouettes monumentales qui fonctionnent à la fois comme abris, observatoires, et plus encore ; comme l’écrit Yannick Mercoyrol : « c’est une maison symbolique qu’elle m’offre, au creux de son corps, comme une divinité bienveillante de la forêt m’accueillant au cœur de l’espace, une tanière provisoire qui apaise l’effroi du vaste monde dans un réduit à ma mesure. Temple païen ou cabane d’enfant, grotte ou caverne, terrier protecteur ou gîte d’étape, la Chouette de Sabatté offre la possibilité d’un séjour dans le monde visible de loin, qui nous appelle sans qu’on en comprenne la langue. »

### La peinture
La peinture tient également une place importante dans son travail, ouvrant un dialogue avec ses dessins et ses sculptures :

« La peinture est pour lui une abyssale "fabrique des profondeurs", que l'on parle de profondeurs historiques ou géographiques. Elle va puiser une intensité essentielle jusqu'au profonds des mers. Dans cette pratique picturale, réalisée à plat, ce sont autant de fluides de peintures et réactions chimiques qui donneront naissance à des surfaces aqueuses ou filandreuses, des jaillissements de méduses, des concentrations de couleurs toxiques autant que stellaires. La peinture est un récit des profondeurs originelles de la vie, pendant que la forêt d'arbres nous rappelle au pouvoir de la transformation infini du vivant sur Terre" - Léa Bismuth (extrait), Artpress2, août-sept-oct 2016. »

Lionel Sabatté inaugure en 2017 une nouvelle série, les Rust painting, des plaques de métal destinées à fabriquer des voitures ou des avions, qui sont chimiquement oxydées pour révéler des formes et des couleurs étranges, susceptibles d’évoquer des éléments ou des figures très diverses. Si elles sont en partie liées aux hasard des réactions chimiques, ces formes sont néanmoins contrôlées par le geste de l’artiste, et par les reprises au pinceau qu’il effectue a posteriori.
En 2023, lors de l’exposition du château de Chambord, Sabatté amorce une nouvelle recherche : il présente des toiles réalisées avec une palette aux tonalités plus sourdes, intégrant de larges fragments de tissus de soie, qui confèrent une dimension organique centrale à la composition. Que ce soient des « cocons » utilisant le tissu de soie intégré à la surface du tableau, ou des « éclosions » dépliant une naissance, mi florale mi animale, sur la toile, ces peintures affirment une beauté du vivant immédiatement sensible. La frontalité de la forme blanche, verticale, place ces toiles dans une filiation historique inaugurée par Le Bœuf écorché de Rembrandt (1655), reprise par celui de Soutine (1925) et, à la fin des années 1970, par les différents tableaux de la série des Evasions manquées de Rebeyrolle. Le rapprochement avec ces représentations de carcasses se heurte cependant aux titres des toiles qui identifient ces formes à des « chrysalides » ; sans doute est-on fondé à y voir les deux en même temps, et à lire ainsi ces images, fondamentalement ambivalentes, à la fois comme des dépouilles et des naissances, affirmant que c’est au fond le cycle même de la vie qui se trouve ici représenté. Lionel Sabatté parvient avec ces tableaux à figurer la puissance incarnée de la chair et, plus précisément, de ce qui est toujours en devenir.

## Collections
Le travail de Lionel Sabatté est présent dans plusieurs collections publiques et privées :

- Abbaye de l'Escaladieu, Bonnemazon
- Altana Kulturstiftung, Bad Homburg, Allemagne
- Aquarium de Paris
- Arthothèque du Lot
- Bibliothèque nationale de France
- CAFA Art Museum, Pékin, Chine
- CNAP, Centre national des arts plastiques
- Domaine national de Chambord
- Domaine régional de Chaumont-sur-Loire
- Fondation Antoine de Galbert
- FRAC Réunion
- MAMC+ Saint-Etienne Métropole, Musée d’art moderne et contemporain de Saint-Etienne
- Monastère royal de Brou, Bourg-en-Bresse
- Musée de l’Abbaye Sainte-Croix, Sables d’Olonne
- Musée du Gévaudan, Mende
- Musée Blanche Hoschedé-Monet, Vernon
- UNESCO - République de Maurice
- Vents des Forêts, Centre d’art contemporain, Fresnes-au-Mont
- Ville de Massy-Palaiseau, France

## Publications
- Lionel Sabatté, textes de Ada Ackerman, Florence Grivel, Julien Verhaeghe, Jeanette Zwingenberger, ed. Galerie C / Association C, 2018, 192 p.
- Fragments mouvants, catalogue d’exposition, Fondation Bullukian, 10 mars-29 octobre 2020, textes de Jean-Pierre Claveranne, Michel Nuridsany, Fanny Robin, Ed. Fondation Bullukian, 2020, 80 p.
- Chimères de rouille et de poussières, catalogue d’exposition, Maison des Arts de Bages, 21 juin-30 août 2020, textes de Éric Chevillard, Lionel Sabatté, Ed. Bernard Chauveau / Maison des Arts de Bages, Paris 2020, 96 p.
- Lionel Sabatté – Éclosion, catalogue d’exposition, MAMC+, Musée d’Art moderne et contemporain de Saint-Étienne, 17 septembre 2021-2 janvier 2022, textes de Éric Chevillard, Chris Sharp, Aurélie Voltz, ed. Fabelio, Saint-Étienne, 2021, 160 p.
- Lionel Sabatté, Lisières, catalogue d’exposition, Galerie Laurentin, Bruxelles, 16 septembre-5 novembre 2022, textes de Amélie Adamo, Yannick Mercoyrol, Michel Nuridsany, Ed. Antoine Laurentin, 2022, 112 p.
- Lionel Sabatté – Pollens clandestins, catalogue d’exposition, Château de Chambord, 13 mai 2023-17 septembre 2023, textes de Baptiste Brun, Yannick Mercoyrol, Clélia Zernik, ed. Fabelio, Saint-Étienne, 2023, 168 p.
- Équarrisseur. Chemins de Lionel Sabatté, de Yannick Mercoyrol, Bernard Chauveau Éditions, Paris, 2024, 120 p.
- Tout me colore, livre d’artiste, texte Jean-Louis Giovannoni, dessins Lionel Sabatté, Editions Unes, 2024

## Récompenses
2020 - Luxembourg Art Prize, Luxembourg